# Флетч жив
«Флетч жив» (англ. Fletch Lives) — криминальный фильм режиссёра Майкла Ритчи, снятый в США в 1989 году. Сиквел к фильму «Флетч» 1985 года. Съёмки проходили в музейном комплексе Хоумас. Фильм не является экранизацией, а снят по оригинальному сценарию.

## Сюжет
Продолжение фильма «Флетч» о репортёре Ирвине Флетчере. Продолжая работать в газете, Флетч получает известие о смерти своей тётушки Белль, оставившей ему в наследство особняк и большой участок земли в Луизиане. Вдохновлённый перспективой жизни южного землевладельца, бросив все дела, Флетч отправляется вступать в наследство.
Прибыв на место, Флетч видит мрачную картину: заросший, запущенный, полуразрушенный особняк и чернокожий деревенщина сторож в придачу к нему.
Адвокат и душеприказчик тёти, Аманда Рей Росс, приглашает расстроенного Флетча к себе домой поужинать и подписать бумаги о наследстве. За ужином Аманда сообщает Флетчу, что его поместье кто-то хочет купить за сумму, явно превышающую его стоимость, и у неё в офисе есть документы, проливающие свет на эту ситуацию. Вечер плавно перетекает в ночь, а Флетч перемещается в постель Аманды.
Утром рядом с собой в постели Флетч обнаруживает мёртвую Аманду и становится главным подозреваемым в её убийстве в глазах местной полиции. Такое положение дел его не устраивает, и в свойственной только ему манере Флетч начинает собственное расследование, сопровождающееся многочисленными перевоплощениями и бесконечной чередой комичных ситуаций.

## В ролях
- Чеви Чейз — Ирвин «Флетч» Флетчер
- Кливон Литтл — Калкулус Энтропи, сторож поместья
- Джулианна Филлипс — Бэки Калпепер
- Хэл Холбрук — Хамилтон «Хэм» Джонсон
- Р. Ли Эрми — Джимми Ли Фарнсворт
- Рэндал «Текс» Кобб — Бен Довер
- Патриция Кэлембер — Аманда Рей Росс
- Ричард Либертини — Фрэнк Уокер
- Джордж Вайнер — Марвин Жилле
- Титос Вандис — дядя Какакис

## Съёмочная группа
- Режиссёр — Майкл Ритчи
- Сценарист — Леон Капетанос
- Сценарист — Грегори Макдональд (книга)
- Оператор — Джон Макферсон
- Композитор — Гарольд Фальтермейер
- Продюсер — Алан Грейсман
- Продюсер — Питер Дуглас
- Исполнительный продюсер — Брюс Боднер
- Исполнительный продюсер — Боб Ларсон
- Кастинг — Патриция Мок